# Jamuna (distributari)
Jamuna és un distributari del delta del Ganges a Bengala a Bangladesh i Bengala Occidental, Índia. És de fet el nom donat en part del seu curs al Ichamati. Corre pel districte de Jessore a Bangladesh, i entra al districte de North 24 Parganas i al districte de Nadiya, ambdós a l'Índia, creuant les jungles dels Sundarbans, i finalment desaigua al Raimangal, a poca distància d'eon l'estuari desemboca a la badia de Bengala a 21° 47′ N, 89° 13′ E / 21.783°N,89.217°E. És navegable per vaixells grans; té una amplada entre 200 i 300 metres.